# Giobbe (Chagall)
Giobbe è un dipinto a olio su tela (170x121 cm) realizzato nel 1975 dal pittore Marc Chagall. Fa parte di una collezione privata.
Chagall raffigura Giobbe dolorante, praticamente nudo e con la mano destra sul petto.